# Yves Lafontaine

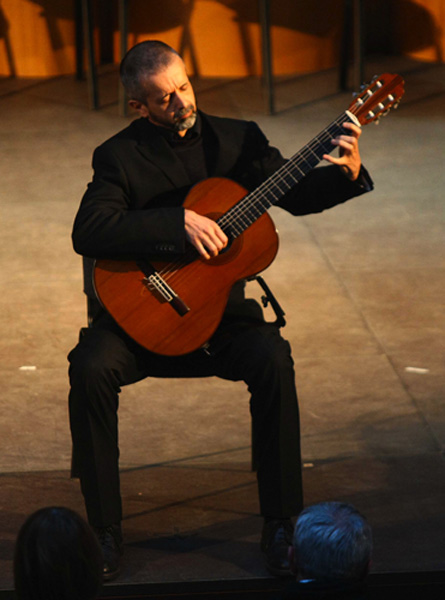
Yves Lafontaine, Konzert in Cremona (2011)

Yves Lafontaine (* 16. Juli 1959 in Grand-Mère, Québec, Kanada) ist ein kanadischer Musiker, Geigenbauer und Poet.

## Jugend
Yves Lafontaine wurde geboren als sechstes Kind von Jeanne d’Arc Lafontaine und dem Bankangestellten Henri Lafontaine.
Er wurde von seinem Vater, einem Amateursänger, musikalisch und künstlerisch entscheidend geprägt. Aus dem Musizieren in der Kindheit entwickelte sich in der Jugend eine besondere Vorliebe für das Spielen der klassischen Gitarre.

## Ausbildung
In den späten 1970er und frühen 1980er Jahren besuchte er das Konservatorium für Musik in Quebec a Trois-Riveres.
Dort studierte die klassische Gitarre bei Jean Vallieres, Kammermusik bei Walter Joachim und Viola bei Alfred Filek.
Nach Abschluss des 2. Semesters begann seine professionelle Laufbahn auf dem Gebiet der klassischen Gitarre.
Ab 1983 studierte er in Nizza, Frankreich an der “Académie Internationale d'Eté” bei Alexandre Lagoya und Carel Harms (klassische Gitarre). In dieser Zeit studierte er auch Musikwissenschaften bei J. Chailley und belegte die Dirigentenklasse bei Fernand Quattrocchi.
In den Jahren 1985–1986 beschäftigte er sich ausführlich mit den verschiedensten Spielweisen für Laute während der Renaissance und des Barocks. Seine fundierten Kenntnisse in diesem Bereich ergänzte er durch Nachforschungen an der Bayerischen Staatsbibliothek und der Spanischen Nationalbibliothek.
Zurückgekehrt nach Kanada, studierte er 1991 das Fach „East Asian Studies“ an der Universität McGill in Montréal mit dem Abschluss des Bachelors. Nach einem japanischen Intensivsprachkurs an der Universität Tsukuba, welcher durch die japanische Regierung unterstützt wurde, beendete er sein Dirigentenstudium an der Universität für Kunst und Musik Tokio.
2007 belegte er ein Seminar für Bogenbau, unter der Leitung von Giovanni Lucchi und Pierre Guillaume in der Lombardei / Italien.
In der Zeit bis 2008 erlernte er in Cremona / Italien an der Geigenbauschule Antonio Stradivari unter Anleitung von Ernesto Vaia, Giorgio Scolari und Lorenzo Marchi das Geigenbauhandwerk.
Darauf aufbauend absolvierte er am selben Institut eine Ausbildung in Restauration von Streichinstrumente bei Alessandro Voltini, Claudio Amighetti und Andrea Ortona, welche er 2010 abschloss.

## Privates
Am 9. September 1993 heirateten Yves Lafontaine Yuko Ideguchi, die er während seines Studiums an der Tsukuba-Universität kennengelernt hatte. Das Paar hat zusammen vier Kinder. Y.L. hat die kanadische Staatsangehörigkeit, eine doppelt Aufenthaltsgenehmigung für Japan und Italien, und eine Wohnung in Japan.
Er spricht fließend englisch, französisch, deutsch, italienisch, spanisch und japanisch. Lafontaine ist auch ein guter Schwimmer und hicker.

## Karriere

### Dirigent
Y.L. begann seine Laufbahn in Kanada als Chordirigent, wechselte später auf die instrumentale Plattform, wobei er auch eigene Arrangements zusammenstellte. Als Dirigent ist er seit dem Jahr 1990 hauptsächlich in Japan tätig. Er dirigiert dort das "Narita Philharmonischen Orchester", das "Makuhari Philharmonischen Orchester", das "Kyoto Philmusica Orchester, der Haydn Sinfonietta" und die "Oper Fiori" von Tokyo. Ebenso arbeitete er als angestellter Dirigent des "Philharmonia Tokyio” Symphonie Orchesters. Derzeit ist Y.L. in Italien tätig.

### Musiker
Als Gitarrist (klassisch) und als Lautenspieler (Renaissance) trat Y.L. als Solist und auch in kammermusikalischen Formationen, in Frankreich, Belgien, Österreich, Deutschland, Spanien, Norwegen, Kanada und in den USA auf. In Asien trat er mit eigenen Gitarrenarrangements und Kompositionen in Radio und Fernsehen auf.
In seiner Zeit in Cremona spielte er Bratsche im Orchester des "Antonius Stradivari Instituts".

### Schriftsteller
Lafontaine ist auch als Schriftsteller tätig (französischen Lyrik). Ebenso verfasst er musiktechnische Abhandlungen.
Combien vite est venu le soir,
déja ai les paupières lourdes.
Au dehors tombe la nuit noire,
lune à la fête est faite sourde.
Ai maintenant le dos courbé,
depuis longtemps jeunesse a fuit.
Affaibli du poid des années
ne chemine plus dans la nuit.
Que me reste-t-il à faire
que d'autre déja ne fut fait?
Conquises sont toutes les terres,
au mieux tranquille en coin me tais.

## Instrumente
Y.L. spielt die "Girollet", eine Gitarre von Contreras aus dem Jahre 1989. Er ist im Besitz einer Violine von Michèl Angelo Bergonzi, gebaut im Jahre 1754.

## Preis
2007 beim Geigenbauwettbewerb in Pisogne wurde seine Viola "Nec Pluribus Impar" mit der "Menzione Speciale per l´ Acustica" ausgezeichnet. (6) Catalogue NICPASSECH Editrice MILANO - Via Bernardino Telesio, 17.

## Diskografie
Ein privates Label veröffentlichte Aufnahmen von Bach, Scarlatti, Albeniz, Granados, de Falla, Todrigo, Sor und Pujol.